# Табуска (приток Рассыпной)
Табуска или Табуска 1-я — река в России, протекает в Нязепетровском районе Челябинской области. 
Исток находится на северном склоне горы Сламь возле посёлка Арасланово. Впадает в реку Рассыпную (приток Уфы) справа.